# Cristianismo na África

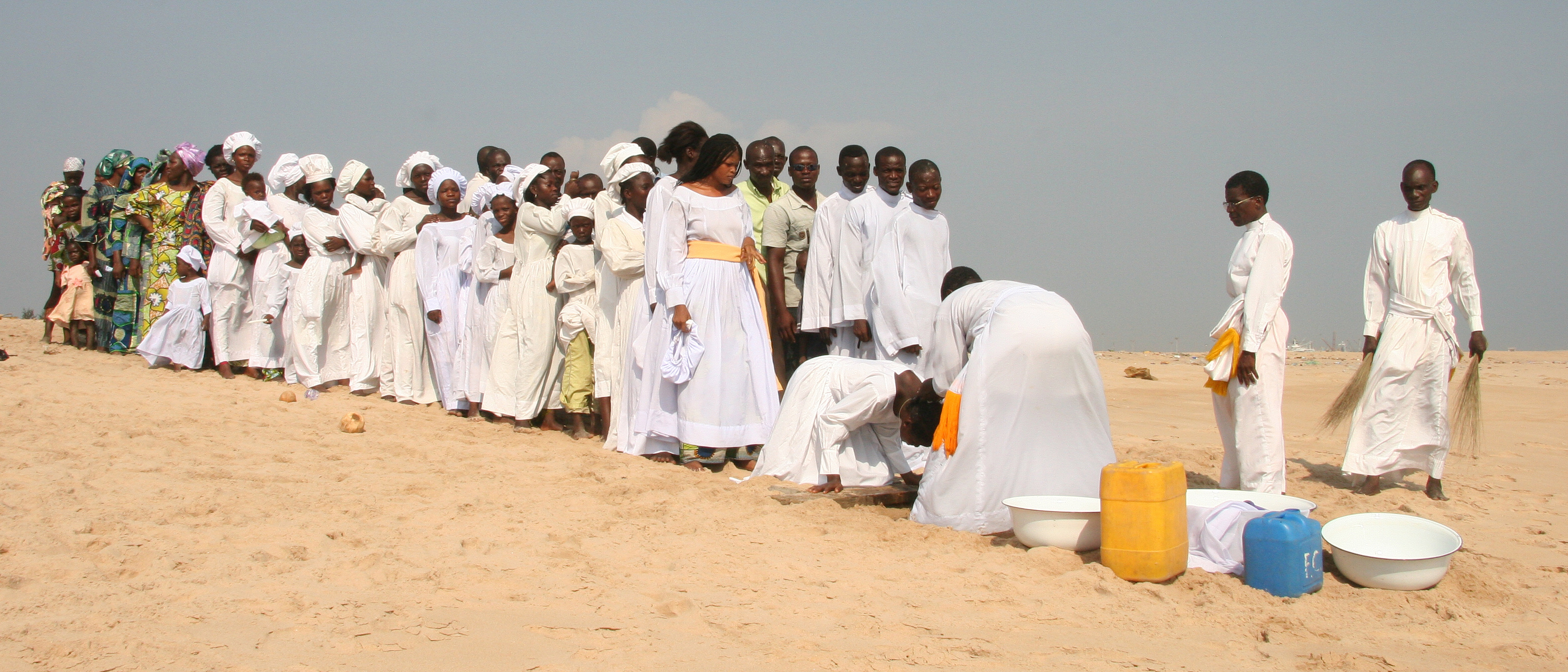
Cerimônia

A África é o segundo continente em que o cristianismo foi estabelecido. 
Como uma religião organizada, a presença do Cristianismo na África começou no final do século I no Egito, e até o fim do século II na região em torno de Cartago. Importantes africanos que influenciaram o desenvolvimento precoce do cristianismo incluem Tertuliano, Clemente de Alexandria, Orígenes, Cipriano de Cartago, Atanásio de Alexandria e Agostinho de Hipona. 
O posterior aumento do Islã no Norte da África reduziu o tamanho e o número de congregações cristãs, deixando só a Igreja Ortodoxa Copta do Egito e a Igreja Ortodoxa Tewahedo Etíope no Corno de África. 
O Cristianismo é adotado pela maioria da população na maior parte das nações africanas do sul, central e oriente, e, em alguns nações do oeste africano. No Norte de África, cristãos são uma minoria no Egito. Segundo a Enciclopédia Britânica, o cristianismo é atualmente uma das religiões mais generalizadas da África, com cerca de 40% da população como seus seguidores.

## História
A história do Cristianismo na África começou no primeiro século quando Marcos, o Evangelista começou a Igreja Ortodoxa de Alexandria por volta do ano 43. A Igreja em Alexandria foi principalmente de língua grega, mas até o final do século II, as escrituras e a liturgia foram traduzidas em três línguas locais. O Cristianismo também foi instalado no noroeste da África (hoje conhecido como Magrebe), mas as igrejas haviam se ligado à Igreja de Roma.